# Arschficksong
Arschficksong jest jednym z najbardziej kontrowersyjnych utworów rapera Sido. Głównym tematem piosenki jest stosunek analny. Wideoklip do tej piosenki został zakazany, nie może być pokazywany w telewizji przed godziną 23.

## Singiel
1. Arschficksong (Original)
2. Arschficksong (Original Instrumental)
3. Arschficksong (Accapella)
4. Arschficksong (B-Tight Rmx)
5. Arschficksong (Bommers Aua Aua Rmx)
6. Arschficksong (Relax Mix)